# Katakura kojūrō
Katakura kojūrō est un nom japonais traditionnel ; le nom de famille (ou le nom d'école), Katakura, précède donc le prénom (ou le nom d'artiste).
Katakura kojūrō (片倉 小十郎) est le nom habituel du chef du clan Katakura, dont les membres sont d'importants obligés du clan Date. À la suite de l'installation des Date au domaine de Sendai, les Katakura reçoivent des possessions au château de Shiroishi (12 000 koku au total), possessions qu'ils conservent jusqu'au début de l'ère Meiji.
La liste qui suit présente les chefs des générations de Katakura kojūrō ordonnée de façon chronologique (selon leur nom formel) .

## Chefs de la famille Katakura à l'époque d'Edo
1. Kagetsuna (1557-1615)
2. Shigenaga (1585-1659)
3. Kagenaga (1630-1681)
4. Muranaga (1667-1691)
5. Murayasu (1683- ?)
6. Muranobu
7. Murasada (1676-1744)
8. Murakiyo
9. Muratsune (1757-1822)
10. Kagesada
11. Munekage
12. Kuninori (1818-1886)
13. Kagenori (1838-1902)
14. Kagemitsu

## Chefs de la famille Katakura depuis 1868
1. Kenkichi
2. Nobumitsu
3. Shigenobu

Kagetsuna, premier Katakura kojūrō, est probablement le plus connu, ayant servi auprès de Date Masamune. Le clan revient de nouveau au premier plan lors de la guerre de Boshin, lorsque le château de Shiroishi sert de quartier général au Ōuetsu Reppan Dōmei. Après la guerre, Katakura Kuninori, le 12e kojūrō, vend le château et s'installe à Hokkaidō. Le château est alors donné au clan Nanbu de Morioka, avant l'abolition du système han au début des années 1870. L'actuel chef de famille, Shigenobu (qui aurait été le 17e kojūrō), est le prêtre en chef du Aoba-jinja à Sendai.